# Calamares en su tinta

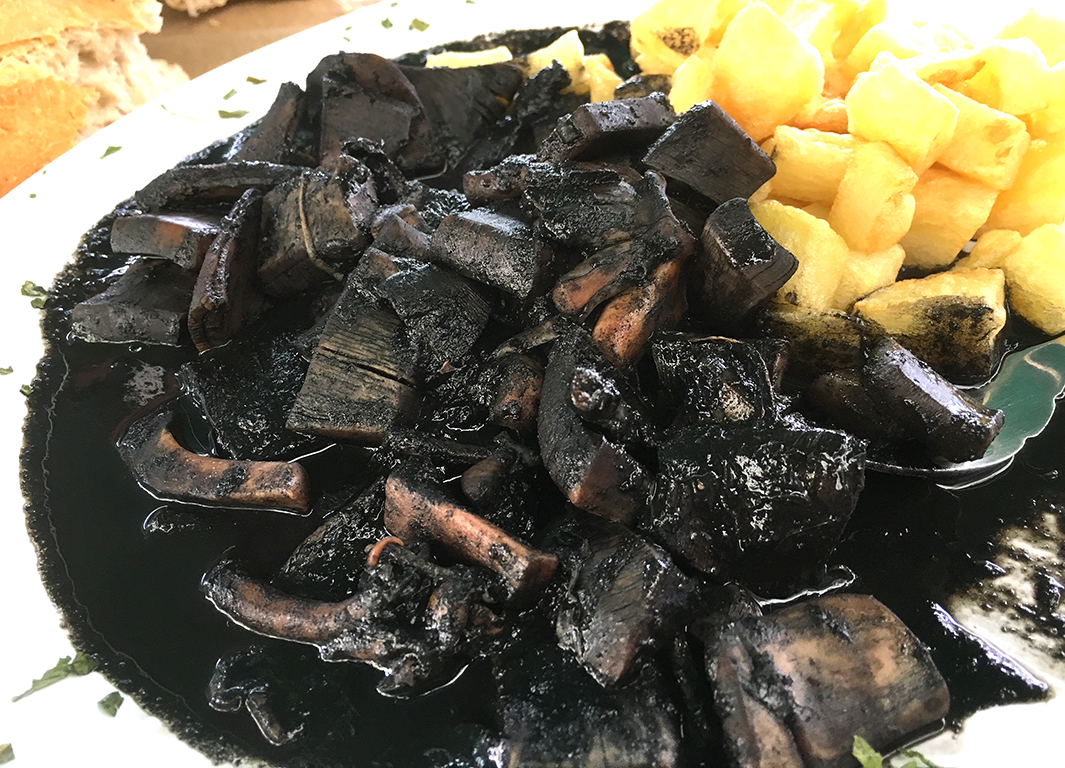
calamares en su tinta con patatas

Los calamares en su tinta  son un plato elaborado con pequeños trozos de calamares (incluidos los tentáculos) cocinados en su propia tinta. Por regla general este plato requiere tiempo para poder ser elaborado y por eso, en España, es frecuente encontrarlo en conserva disponible en cualquier supermercado.[cita requerida]

## Características
La receta se elabora con calamares rehogados a la sartén en una mezcla de diversas verduras.  La añadidura de la tinta del calamar le confiere su color negro característico. A la hora de servir suele acompañarse de arroz (arroz con calamares en su tinta) o patatas fritas y la salsa negra suele elaborarse ligeramente, no necesariamente, con picante para que sea posible realzar los sabores del conjunto. Puede encontrarse a veces como aperitivo. La variante en conserva que se ofrece en lata suele estar sumergido en abundante aceite de oliva.[cita requerida]